# T.N. Thiele
Thorvald Nicolai Thiele (24. december 1838 i København – 26. september 1910 smst) var en dansk aktuar, matematiker og astronom.
I 1859 fik han Københavns Universitets guldmedalje for en astronomisk afhandling. I 1866 forsvarede han sin doktordisputats Undersøgelse af Omløbsbevægelsen i Dobbeltstjærnesystemet Gamma Virginis.
Han var en af grundlæggerne af Hafnia Forsikring, der etableredes i 1872. Fra stiftelsen til sin død sad han i direktionen, fra 1903 som dens formand.
I 1875 blev Thiele professor i astronomi og i 1900 rektor for Københavns Universitet.
På universitetet holdt han forelæsninger om teoretisk astronomi og interpolation omkring 1890.
Inden for forsikringsvidenskab er han bl.a. kendt for konstruktionen af dødelighedstavler. I 1871 udgav han En mathematisk Formel for Dødeligheden.
Thiele var søn af Just Mathias Thiele og fader til Holger Thiele. Han blev i 1867 gift med Marie Martine Trolle, datter af justitsråd Lars Trolle.
Deres datter var leksikografen Margrethe Thiele født 1868.